# Đảo Ambon
Ambon là một hòn đảo thuộc quần đảo Maluku tại Indonesia. Hòn đảo có diện tích 775 km2 (299 dặm vuông Anh), và có địa hình đồi núi, đất đai phì nhiêu và điều kiện tưới tiêu tốt. Đảo Ambon gồm có hai lãnh thổ: thành phố chính và hải cảng là Ambon (dân số năm 2009 là 284.809 người), cũng là thủ phủ của tỉnh Maluku và huyện Maluku Tengah (dân số năm 2009 là 370.931 người). Ambon có một sân bay, có đại học Pattimura và đại họ Mở (Universitas Terbuka), các đại học nhà nước, và một vài đại học tư nhân, trong đó bao gồm đại học Darussalam (Universitas Darussalam, UNDAR) và Universitas Kristen Indonesia Maluku (UKIM).

## Địa lý
Đảo Ambon nằm ngoài khơi bờ biển tây nam của một hòn đảo Seram lớn hơn nhiều. Ambon nằm ở phần phía bắc của biển Banda, và là một phần của chuỗi đảo núi lửa bao quanh biển này. Đảo có chiều dài 51 kilômét (32 dặm) và có hình dạng rất bất thường, gần như bị chia làm hai. Phần đông nam và một phần nhỏ hơn là một bán đảo (gọi là Leitimor) liên kết với phần phía bắc (Hitoe) bằng một dải đất hẹp. Thành phố Ambon nằm ở tây bắc của Leitimor, đối diện với Hitoe, và có một bến cảng an toàn ở vịnh Amboina.
Các đỉnh núi cao nhất là Wawani 1.100 mét (3.600 foot) và Salahutu 1.225 mét (4.019 foot), chúng có các suối nước nóng và cá miệng núi lửa phun khí sulfide dioxide. Đá hoa cương và đá serpentine chiếm ưu thế, song vùng bờ biển quanh vịnh Amboina có cấu tạo đá phấn, và có các hang động thạch nhũ.
Rừng mưa nhiệt đới bao phủ các khu vực hoang dã trên đảo Ambon, chúng là một phần của hệ sinh thái rừng mưa nhiệt đới Seram, cùng với đảo Seram lân cận. Seram, Ambon, và hầu hết quần đảo Maluku là một phần của Wallacea, một nhóm các hòn đảo của Indonesia tách biệt với lục địa châu Á và châu Úc bằng các vùng nước sâu, và chưa từng được kết nối bằng cầu lục địa với hai lục địa.
Do sự cô lập này, Ambon có một vài loài động vật có vú bản địa; các loài chim phong phú hơn. Tuy nhiên, hòn đảo lại có sự đa dạng về côn trùng, đặc biệt là các loài bướm. Các vỏ sò, vỏ hến thu được có số lượng lớn và đa dạng. Mai rùa cũng là một mặt hàng xuất khẩu.
Dân số trên toàn đảo (về mặt hành chính là Kota Ambon, Kecamatan Leihitu, Kecamatan Leihitu Barat, và Kecamatan Salahutu) bao gồm một hòn đảo nhỏ bé có dân cư thưa thớt ở phía bắc, là dưới 441.000 theo điều tra năm 2010.

## Khí hậu
Nhiệt độ trung bình của đảo là 27 °C, hiếm khi xuống dưới 22 °C. Các cơn mưa có thể khá lớn, đặc biệt là sau các cơn gió mùa phía đông, và hòn đảo sẽ bị ảnh hưởng trước các cơn bão nhiệt đới hung dữ. Mùa khô (tháng 10 đến tháng 4) trung với thời kỳ gió mùa phía tây.

## Kinh tế
Sắn và sago là các loài cây trồng chính, các cây trồng khác gồm có xa kê, mía, cà phê, ca cao, hồ tiêu và cây bông. Ngoài ra, săn bắn và đánh cá cũng bổ sung nguồn thực phẩm cho người dân địa phương. Nhục đậu khấu và đinh hương từng là các cây trồng chính phục vụ cho mục đích xuất khẩu, song nay chỉ còn lại với số lượng hạn chế. Cùi dừa khô cũng là một mặt hàng xuất khẩu. Gỗ Amboina, thu được từ cây Dáng hương mắt chim được đánh giá cao trong ngành đồ gỗ trang trí, nay chủ yếu được trồng ở Seram. Các chủ sử dụng lao động chính trên đảo Ambon là văn phòng chính quyền (PEMDA), văn phòng thị trưởng (PEMKOT), đơn vị đột kích 733 của Indonesia, và Ambon City Center (trung tâm mua sắm duy nhất của đảo Ambon). Toàn bộ kinh tế của đảo Ambon bắt đầu thay đổi từ "Old Towne" (Kota Lama) hướng về Passo, khu trung tâm thương mại mới được hoạch định của khu vực đảo. Kinh tế của đảo Island gần đây được thúc đẩy mạnh mẽ từ Ciputra Group với việc tạo ra một thành phố vệ tinh mới tại Lateri, Kotamadya Ambon, Maluku: Citraland Bay View City. Hơn nữa, trung tâm mua sắm tiêu chuẩn quốc tế mới, Ambon City Center, được Bliss Group xây dựng tại Passo.

## Nhân khẩu
Người Ambon có nguồn gốc pha trộn Mã Lai-Papua. Họ hầu hết là những Ki-tô hữu hoặc tín đồ Hồi giáo. Ngôn ngữ chính của hòn đảo là tiếng Mã Lai Ambon, cũng gọi là tiếng Ambon. Ngôn ngữ này được phát triển với vị thế một ngôn ngữ giao thương ở miền trung Maluku, và được sử dụng ở những nơi khác tại Maluku như ngôn ngữ thứ hai. Một thứ tiếng thương mại bồi cổ gọi là Portugis đã biến mất. Song ngữ cùng với tiếng Indonesia có tỷ lệ cao quanh thành phố Ambon. Có những căng thẳng tôn giáo trên đảo giữa hai cộng đồng Hồi giáo và Ki-tô giáo và căng thẳng sắc tộc giữa người Ambon bản địa và người Java di cư.

## Lịch sử

### Thời kỳ thuộc địa
Năm 1513, người Bồ Đào Nha trở thành những người châu Âu đầu tiên đạt chân lên Ambon, và hòn đảo này trở thành một trung mới đối với các hoạt động của Bồ Đào Nha tại Maluku sau khi họ bị trục xuất khỏi Ternate. Tuy nhiên, người Bồ Đào Nha đã thường xuyên bị người Hồi giáo bản địa tấn công ở vùng bờ biển phía bắc của đảo, đặc biệt là tại Hitu, tức nơi có mối quan hệ thương mại và tôn giáo với các thành phố cảng chính ở bờ biển phía bắc đảo Java. Người Bồ Đào Nha lập một nhà xưởng vào năm 1521, song vẫn không có được sự yên ổn cho đến năm 1580. Người Bồ Đào Nha đã không bao giờ có thể kiểm soát được các giao thương về gia vị bản địa, và đã thất bại trong các nỗ lực nhằm thiết lập quyền lực trên quần đảo Banda, trung tâm của việc sản xuất nhục đậu khấu. Tuy nhiên, ngôn ngữ thương mại bồi là tiếng Portugis đã được sử dụng cho đến thế kỷ 19 và nhiều gia đình vẫn giữ tên họ Bồ Đào Nha và tuyên bố rằng mình có nguồn gốc Bồ Đào Nha như: Muskita, De Fretes.

Người Bồ Đào Nha đã bị người Hà Lan thay thế vào năm 1605, khi Steven van der Hagen chiếm được pháo đài mà không cần một phát đạn. Ambon là trụ sở của Công ty Đông Ấn Hà Lan (VOC) từ năm 1610 đến 1619 khi người Hà Lan thành lập Batavia (nay là Jakarta). Khoảng năm 1615, người Anh đã thành lập khu định cư trên đảo Cambello, song người Hà Lan đã phá hủy nó vào năm 1623. Các hành động tra tấn khủng khiếp các cư dân người Anh bất hạnh này. Năm 1654, sau các cuộc đàm phán không có kết quả, Oliver Cromwell đã bắt Liên minh các tỉnh cấp cho số tiền là 300.000 gulden, để bồi thường cho các hậu duệ của những người phải trải qua "thảm sát Ambon", cùng với sự kiện tại Manhatan. Năm 1673, nhà thơ John Dryden đã thuật lại bi kịch của ông trong Amboyna; hay những sự hung ác của người Hà Lan đối với các thương gia người Anh. Năm 1796 người Anh dưới sự chỉ huy của đô đốc Admiral Rainier đã chiếm Ambon, song đã trả lại đảo cho người Hà Lan theo thỏa thuận hòa bình ở Amiens vào năm 1802. Đảo lại về tay Anh Quốc và năm 1810, song một lần nữa lại được trả lại cho Hà Lan vào năm 1814. Ambon là trung tâm trên toàn thế giới đối ngành sản xuất đinh hương; cho đến thế kỷ 19, người Hà Lan đã ngăm cấm việc trồng các cây đinh hương trên tất cả các đảo khác nằm dưới quyền kiểm soát của mình để đảm bảo độc quyền tại Ambon.

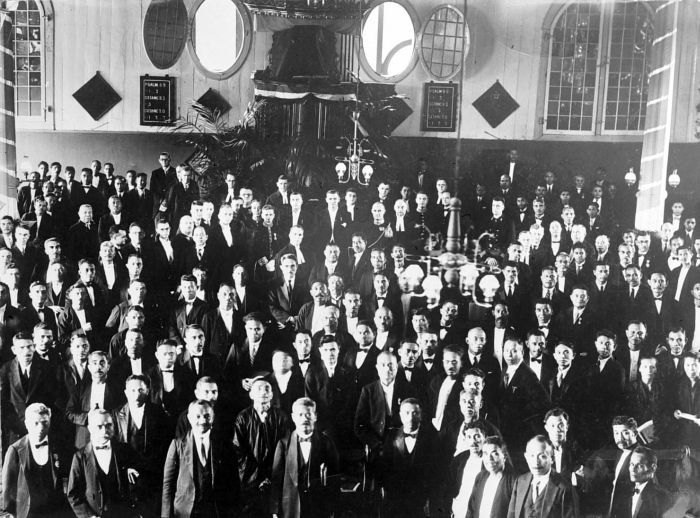
Dân thành thị Ambon tụ tập tại nhà thờ ở thị trấn Ambon.

Dưới thời đế quốc Hà Lan, thành phố Ambon là nơi đặt trụ sở của chỉ huy quân sự và cư dân Hà Lan tại quần đảo Maluku. Pháo đài Victoria bảo vệ cho đô thị, và Encyclopædia 1911 đã mô tả "một đô thị nhỏ sạch sẽ với các đường phố rộng, được thiết lập tốt". Dân cư được chia thành hai tầng lớp orang burger hay các công dân, và orang negri hay các dân làng, hạng công dân gồm những người có nguồn gốc bản địa được hưởng quyền ưu đãu nhất định do Công ty Đông Ấn Hà Lan trao cho tổ tiên họ. Bên cạnh người Hà Lan, đảo Ambon khi ấy còn có một số người Ả Rập, người Hoa và một vài người định cư Bồ Đào Nha.
Thành phố Ambon là một căn cứ quân sự lớn của Hà Lan, thành phố bị quân đội đế quốc Nhật Bản chiếm từ tay Đồng minh trong trận Ambon vào năm 1942 của Chiến tranh thế giới thứ II. Sau trận chiến là hành động thảm sát 300 tù binh Đồng Minh.

### Xung đột sau khi độc lập
Indonesia giành được độc lập vào giai đoạn 1945–49. Do hậu quả của các xung đột sắc tộc và tôn giáo, và việc Tổng thống Sukarno biến Indonesia thành một quốc gia đơn nhất, Ambon là nơi đã diễn ra một cuộc đấu tranh chống lại chính quyền Indonesia, kết quả là cuộc nổi loạn của Cộng hòa Nam Maluku vào năm 1950.
Vào tháng 4 và tháng 5 năm 1958, trong cuộc nổi loạn Permesta ở Bắc Sulawesi, Hoa Kỳ đã ủng hộ và tiếp tế cho quân nổi loạn. Các phi công đến từ một tổ chức của CIA đặt tại Đài Loan, Công ty Không vận Dân hàng, đã lái các máy bay B-26 Invader của CIA, liên tục ném bom và bắn các mục tiêu tại Ambon. Từ ngàu 27 tháng 4 cho đến 18 tháng 5, CIA đã không kích thành phố Ambon. Đến ngày 8 tháng 5 năm 1958, phi công Allen Lawrence Pope|Allen Pope của CIA đã đánh bom căn cứ của Không quân Indonesia tại Liang ở đôgn bắc của đảo, làm hư hại đường băng và phá hủy một Consolidated PBY Catalina. Không quân Indonesian chỉ một chiến máy bay chiến đấu có thể dùng được trên đảo Ambon: một chiếc P-51 Mustang ở Liang. Cuộc không kích cuối cùng của Pope là vào ngày 18 tháng 5, khi một phi công Indonesia tại Liang, Phi trưởng Ignatius Dewanto, đã đột ngột cất cánh chiếc P-51. Pope đã tấn công thành phố Ambon trước khi Dewanto có thể bắt anh ta, song Dewanto đã chặn đứng anh ngay khi Pope đang tấn công một cặp tàu chiến trong một hạm đội Indonesia ở phía tây đảo Ambon. Chiếc B-26 đã bị bắn rơi từ hỏa lực của cả Dewanto và pháo phòng không trên tàu. Pope bị bắt, và đã phơi bày sự trợ giúp của CIA đối với cuộc nổi loạn Permesta. Bối rối, chính quyền Eisenhower nhanh chóng chấm dứt sự hỗ trợ của CIA dành cho Permesta và rút các máy bay còn lại khỏi cuộc xung đột.
Từ năm 1999 đến 2002, Ambon là trung tâm của các cuộc xung đột giáo phái khắp quần đảo Maluku.